# Siamo le nostre montagne
Siamo le nostre montagne (in armeno Մենք ենք մեր սարերը, Menq enq mer sarerè) è un grande monumento situato a Stepanakert, la capitale della ex Repubblica dell'Artsakh.
Il monumento, completato nel 1967 da Sarghis Baghdasaryan, è significativamente considerato come il simbolo principale del Artsakh. Costruito in tufo, raffigura un uomo anziano ed una donna che emergono dalla roccia, a rappresentare la gente delle montagne del Nagorno-Karabakh. Una delle caratteristiche principali è la poca definitezza della scultura.
È conosciuta anche come Tatik yev Papik (Տատիկ և Պապիկ) in lingua armena orientale e Mamig yev Babig (Մամիկ եւ Պապիկ) in lingua armena occidentale, traducibile come nonna e nonno. Il monumento appare anche nello stemma della Repubblica dell'Artsakh.
L'immagine dell'opera è stata oggetto di una delle controversie che hanno coinvolto Azerbaigian e Armenia durante l'Eurovision Song Contest 2009: innanzitutto, è apparsa nello spezzone che introduceva l'Armenia, rimossa successivamente alle polemiche provenienti dalla delegazione azera; successivamente venne mostrata di nuovo da Sirusho, cantante armena che annunciava i voti per il suo paese, e da un pannello che la rifletteva.
L’immagine dell’opera è stata utilizzata dal gruppo alternative metal statunitense System of a Down per il progetto Protect the Land/Genocidal Humanoidz, pubblicato il 6 novembre 2020.